# Twierdzenie o wolnej przekątnej
Twierdzenie o wolnej przekątnej – twierdzenie geometrii płaskiej mówiące, iż w dowolnym wielokącie o przynajmniej czterech bokach, istnieje przynajmniej jedna przekątna przecinająca brzeg tego wielokąta tylko na swoich końcach. Przekątna taka jest nazywana wolną. W wielokątach wypukłych każda przekątna jest wolna.